# Signatursatz von Hirzebruch
Der Signatursatz von Hirzebruch ist eine Aussage aus dem mathematischen Teilgebiet der globalen Analysis. Er ist benannt nach dem Mathematiker Friedrich Hirzebruch und kann als Spezialfall des Atiyah-Singer-Indexsatzes angewandt auf den Signatur-Operator aufgefasst werden. Der Signatursatz gibt einen Zusammenhang zwischen der Signatur und dem L-Geschlecht einer Mannigfaltigkeit. Bewiesen wurde er 1953 von Friedrich Hirzebruch mittels Kobordismustheorie.

## Aussage des Signatursatzes
Sei {\displaystyle X} eine orientierte kompakte glatte Mannigfaltigkeit der Dimension {\displaystyle n:=4k}. Mit {\displaystyle \sigma (M)} wird die Signatur von {\displaystyle M} bezeichnet, die als Signatur der Schnittform definiert ist. Dann gilt
{\displaystyle \sigma (M)=(\pi i)^{-{\frac {n}{2}}}\int _{M}L(M)\,,}
wobei {\displaystyle L(M)} das L-Geschlecht von {\displaystyle M} ist. Es ist definiert als
{\displaystyle L(M):=\det \nolimits ^{\frac {1}{2}}\left({\frac {R/2}{\tanh(R/2)}}\right)\in {\mathcal {A}}^{4\bullet }(M)\,,}
wobei {\displaystyle {\mathcal {A}}^{4\bullet }(M)} der Raum der {\displaystyle 4k}-Differentialformen und {\displaystyle R} die Riemannsche Krümmung ist.

## Signatur-Operator und Signatur-Komplex
In diesem Abschnitt wird ein bestimmter Dirac-Operator, der Signatur-Operator genannt wird, definiert. Er steht in einem engen Zusammenhang zum Signatursatz. Sein Fredholm-Index ist nämlich gerade die auf der linken Seite des hirzebruchschen Satzes auftretende Signatur. Um den Signatur-Operator zu definieren, wird eine {\displaystyle \mathbb {Z} _{2}}-Graduierung auf dem Raum der Differentialformen benötigt. Der Signatur-Operator ist nun ein Dirac-Operator, der diese Graduierung beachtet. Mit ihm kann ein Komplex mit zwei Termen induziert werden, der ein elliptischer Komplex ist. Dieser Komplex wird Signatur-Komplex genannt.
In diesem Abschnitt wird mit {\displaystyle X} eine kompakte orientierbare Riemannsche Mannigfaltigkeit der Dimension {\displaystyle 2k} bezeichnet. Das  komplexifizierte Kotangentialbündel von {\displaystyle X} wird daher mit {\displaystyle T^{*}X\otimes \mathbb {C} } notiert und mit {\displaystyle {\mathcal {A}}(X):=\Gamma (\Lambda (T^{*}X\otimes \mathbb {C} ))} wird die Algebra der Differentialformen über dem komplexifizierten Kotangentialbündel notiert.

### Graduierung der Algebra der Differentialformen
Eine {\displaystyle \mathbb {Z} _{2}}-Graduierung von {\displaystyle {\mathcal {A}}(X)} wird durch den involutiven Operator {\displaystyle \tau \phi :=i^{p(p-1)+k}\star \phi } für {\displaystyle \phi \in {\mathcal {A}}^{p}(T^{*}X\otimes \mathbb {C} )} induziert, wobei {\displaystyle \star } der Hodge-Stern-Operator ist. Die Graduierung ist also durch {\displaystyle {\mathcal {A}}(X)={\mathcal {A}}^{+}(X)\oplus {\mathcal {A}}^{-}(X)} mit
{\displaystyle {\mathcal {A}}^{+}(X):=\left(v\in {\mathcal {A}}(X)|\;\tau v=v\right)}
und
{\displaystyle {\mathcal {A}}^{-}(X):=\left(v\in {\mathcal {A}}(X)|\;\tau v=-v\right)}
gegeben.

### Signatur-Operator
Der Signatur-Operator ist nun der zum äußeren Bündel assoziierte Dirac-Operator. Mit Hilfe der äußeren Ableitung {\displaystyle \mathrm {d} } kann dieser konkret angegeben werden. Mit {\displaystyle \mathrm {d} ^{t}} wird der zur äußeren Ableitung adjungierte Operator bezeichnet. Dieser heißt auch Hodge-Ableitung. Auf kompakten orientierbaren Riemannschen Mannigfaltigkeiten gilt die Beziehung {\displaystyle \mathrm {d} ^{t}=-\tau \mathrm {d} \tau }. Der Operator
{\displaystyle \mathrm {d} +\mathrm {d} ^{t}\colon {\mathcal {A}}(X)\to {\mathcal {A}}(X)}
respektiert die zuvor definierte Graduierung und ist somit der gesuchte Signatur-Operator
{\displaystyle (\mathrm {d} +\mathrm {d} ^{t})\colon {\mathcal {A}}^{\pm }(X)\to {\mathcal {A}}^{\mp }(X)\,.}
Da er ein Dirac-Operator ist, ist er auch elliptisch und besitzt einen analytischen Index. Dieser ist durch die Signatur {\displaystyle \sigma (X)} der Mannigfaltigkeit {\displaystyle X} gegeben.

### Signatur-Komplex
Der Signatur-Komplex ist der Komplex
{\displaystyle 0\longrightarrow {\mathcal {A}}^{+}(X){\stackrel {\mathrm {d} +\mathrm {d} ^{*}}{\longrightarrow }}{\mathcal {A}}^{-}(X)\longrightarrow 0}.
Dies ist ein elliptischer Komplex, das heißt, neben dem oben dargestellten Komplex ist auch der Komplex seiner Symbole
{\displaystyle 0\longrightarrow \pi ^{*}({\mathcal {A}}^{+}(X)){\stackrel {\sigma _{\mathrm {d} +\mathrm {d} ^{*}}}{\longrightarrow }}\pi ^{*}({\mathcal {A}}^{-}(X))\longrightarrow 0}
exakt.

## Beweisidee und Bezug zum Atiyah-Singer-Indexsatz
Mittels der Hodge-Theorie kann gezeigt werden, dass die Signatur {\displaystyle \sigma (M)} der kompakten riemannschen Mannigfaltigkeit {\displaystyle M} mit dem Fredholm-Index des Signatur-Operators übereinstimmt. Aus dem Atiyah-Singer-Indexsatz oder seinem Spezialfall für Dirac-Operatoren folgt, dass sich der Index eines Dirac-Operators als Polynom in den Pontrjagin-Klassen darstellen lässt. Im Fall des Signatur-Operators ist dieses Polynom gerade das L-Geschlecht. Hirzebruch selbst bewies 1953 den Signatursatz mit Methoden der Kobordismustheorie, bevor Atiyah und Singer ihren Indexsatz veröffentlichten.

## Verallgemeinerung
Der Signatursatz von Hirzebruch wurde im Jahr 1975 von Michael Francis Atiyah, Vijay Kumar Patodi und Isadore M. Singer für eine spezielle Klasse von riemannschen Mannigfaltigkeiten mit Rand verallgemeinert. Im Gegensatz zum hirzebruchschen Signatursatz tritt in dieser verallgemeinerten Fassung eine  weitere Invariante, die {\displaystyle \eta }-Invariante auf. Diese Invariante ist weder eine topologische noch eine differentialgeometrische. Die {\displaystyle \eta }-Invariante wird aus den Eigenwerten eines zum Signatur-Operator assoziierten Differentialoperators, dem sogenannten tangentialen Signatur-Operator berechnet.